# CTL Train
CTL Train Sp. z o.o. – polski przewoźnik kolejowy. Firma wchodzi w skład holdingu CTL Logistics.
Spółka CTL Train została wydzielona w 2004 roku jako przewoźnik kolejowy z firmy CTL Maczki-Bór w związku z wymogami I pakietu kolejowego. Realizuje zadania transportu kolejowego w kooperacji z CTL Maczki-Bór oraz z innymi podmiotami grupy CTL Logistics. Przewozi głównie kruszywa.
Firma dysponuje lokomotywami spalinowymi: S200, SM42 i TEM2. Posiada również własne wagony towarowe.